# ملعب منغواني
ملعب منغواني هو ملعب متعدد الاستخدام يقع في نوكو ألوفا، بتونغا ، ويتسع الملعب لـ 3.000 متفرج.